# Svätý Jur

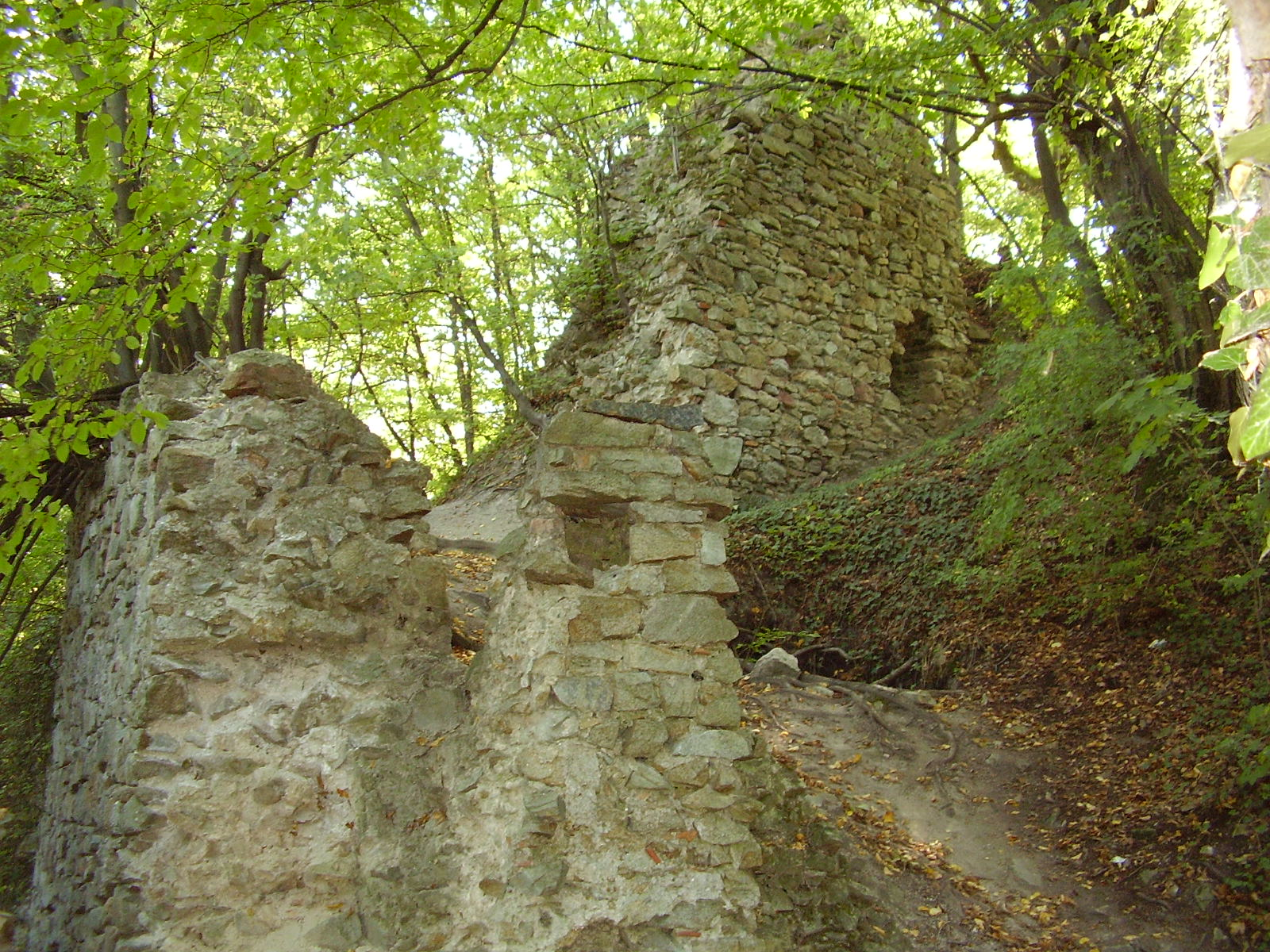
Ruiner efter borgen Biely Kameň.

Svätý Jur (tyska Sankt Georgen, ungerska Szentgyörgy, Pozsonyszentgyörgy) är en liten stad i sydvästra Slovakien, nordöstra om Bratislava. Staden som har en yta av 39,874 km² har en befolkning, som uppgår till 5 186 invånare (2005).
Svätý Jur nämns för första gången i ett dokument från år 1209. Staden är bland annat känd för Biely Kameň (”Vita borgen”), som 1663 förstördes av osmanska trupper.